# Кубок Еміра Катару з футболу 2018
Кубок Еміра Катару з футболу 2018 — 46-й розіграш головного кубкового футбольного турніру у Катарі. Титул володаря кубка здобув Аль-Духаїль.

## Календар
| Раунд            | Дата              | Матчі | Клуби   |
| ---------------- | ----------------- | ----- | ------- |
| Попередній раунд | 10 квітня 2018    | 1     | 17 → 16 |
| Перший раунд     | 23-24 квітня 2018 | 4     | 16 → 12 |
| Другий раунд     | 28-29 квітня 2018 | 4     | 12 → 8  |
| 1/4 фіналу       | 3-4 травня 2018   | 4     | 8 → 4   |
| 1/2 фіналу       | 11-12 травня 2018 | 2     | 4 → 2   |
| Фінал            | 19 травня 2018    | 1     | 2 → 1   |

## Попередній раунд
| Команда 1       | Рахунок | Команда 2      |
| --------------- | ------- | -------------- |
| 10 квітня 2018  |         |                |
| Аль-Муайдар (2) | 0:2     | Аль-Шамаль (2) |

## Перший раунд
| Команда 1         | Рахунок      | Команда 2    |
| ----------------- | ------------ | ------------ |
| 23 квітня 2018    |              |              |
| Аль-Месаймеер (2) | 0:0 пен. 3:1 | Аль-Аглі     |
| Аль-Вакра (2)     | 3:2          | Катар СК     |
| 24 квітня 2018    |              |              |
| Аль-Шамаль (2)    | 1:4          | Аль-Мархія   |
| Аш-Шаханія (2)    | 1:3          | Аль-Харітіят |

## Другий раунд
| Команда 1         | Рахунок       | Команда 2  |
| ----------------- | ------------- | ---------- |
| 28 квітня 2018    |               |            |
| Аль-Мархія        | 1:1 пен. 9:10 | Аль-Хор    |
| Аль-Харітіят      | 0:5           | Умм-Салаль |
| 29 квітня 2018    |               |            |
| Аль-Месаймеер (2) | 1:0           | Ас-Сайлія  |
| Аль-Вакра (2)     | 0:4           | Аль-Арабі  |

## 1/4 фіналу
| Команда 1         | Рахунок | Команда 2   |
| ----------------- | ------- | ----------- |
| 3 травня 2018     |         |             |
| Аль-Хор           | 0:4     | Ас-Садд     |
| Умм-Салаль        | 0:1     | Аль-Духаїль |
| 4 травня 2018     |         |             |
| Аль-Месаймеер (2) | 0:1     | Аль-Гарафа  |
| Аль-Арабі         | 0:3     | Ар-Райян    |

## 1/2 фіналу
| Команда 1      | Рахунок | Команда 2   |
| -------------- | ------- | ----------- |
| 11 травня 2018 |         |             |
| Ас-Садд        | 0:1     | Аль-Духаїль |
| 12 травня 2018 |         |             |
| Аль-Гарафа     | 0:3     | Ар-Райян    |

## Фінал
| 19 травня 2018 22:15 (EEST) |

| Ар-Райян  | 1:2      | Аль-Духаїль              |
| --------- | -------- | ------------------------ |
| Сорія 69' | Протокол | Будіаф 34' Ель-Арабі 80' |

| Хамад бін Халіфа, Доха |